# Samuel Cooper (general)

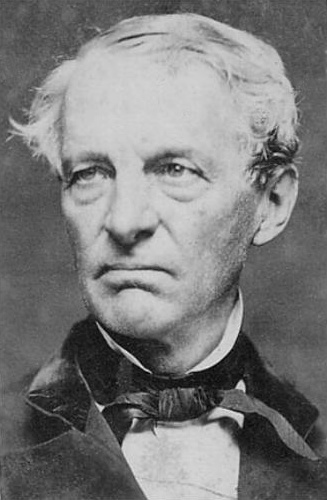
Samuel Cooper

Samuel Cooper, född 12 juni 1798, död 3 december 1876, var sydstatsarméns generaladjutant under det amerikanska inbördeskriget. Cooper var högst i rang av alla sydstatsgeneraler och en av de få sydstatsgeneraler som var födda i nordstaterna. Han var en ovärderlig medarbetare till president Jefferson Davis, men hade inget inflytande över sydstaternas försvarspolitik.

## Förenta Staternas armé
Cooper var född i Duchess County, New York. Han utexaminerades från West Point 1815 och blev officer vid artilleriet. Han tjänstgjorde vid detta truppslag i över 20 år, men var dock 1828-1836 kommenderad som adjutant åt chefen för armén. Cooper blev 1837 utnämnd till expeditionschef i lantförsvarsdepartementet. Året därpå blev han överadjutant vid generaladjutantsämbetet och 1852 generaladjutant med överstes grad. En kort tid under 1857 tjänstgjorde han som tillförordnad krigsminister. Cooper lämnade dock sitt skrivbord i Washington 1841-1842, då han var stabschef vid fältarmén under det andra seminolekriget.  Cooper var en slavägare som genom sitt äktenskap besvågrad med de ledande kretsarna i Virginia. Hans hustrus syster var gift med en bror till Robert E. Lee, medan hennes bror var måg till arméchefen. Cooper var också nära vän till Jefferson Davis, sedan den tid då denne var amerikansk krigsminister. När inbördeskriget bröt ut valde därför Cooper att ta avsked från Förenta Staternas armé och ställa sig till konfederationens förfogande.   

## Sydstatsarmén
Cooper utnämndes till sydstatsarméns generaladjutant i mars 1861 och blev en månad senare befordrad till fyrstjärnig general med fullmaktsdatum före alla andra generaler och därmed högst i rang av alla sydstatsgeneraler. General Joseph E. Johnston inlade omedelbart högljudda protester mot detta. Han menade att då han hade haft högst grad i Förenta Staternas armé så var han berättigad till den främsta platsen i rangrullan. Davis kände sig kränkt över Johnston protester och en fejd som varade under hela kriget utbröt mellan de två. Med sin långa administrativa erfarenhet som generaladjutant för Förenta Staternas armé var han en ovärderlig medarbetare till Jefferson Davis när sydstatsarmén organiserades.  Presidenten förlitade sig på Cooper när det gällde administrativa regelverk och militär formalia, men generaladjutanten hade inget inflytande över hur konfederationens försvarspolitik utformades. I krigets slutskede flydde han med Davis från Richmond och tillfångatogs med honom i North Carolina.

## Efter kriget
Efter kriget bodde Cooper på sin gamla egendom utanför Alexandria, Virginia, men den var förstörd av kriget och den ståtliga herrgårdens plats hade övertagits av en av unionsarméns skansar. Han föll i så svåra ekonomiska omständigheter att Robert E. Lee anordnade en insamling för honom bland före detta höga sydstatsofficerare.